# Élections législatives de 1978 dans les Deux-Sèvres
Les élections législatives françaises de 1978 se déroulent les 12 et 19 mars 1978. Dans le département des Deux-Sèvres, trois députés sont à élire dans le cadre de trois circonscriptions.

## Élus
| Circonscription | Député sortant   | Parti | Parti | Député élu ou réélu | Parti | Parti     |
| --------------- | ---------------- | ----- | ----- | ------------------- | ----- | --------- |
| 1re             | René Gaillard    |       | PS    | René Gaillard       |       | PS        |
| 2e              | Jacques Fouchier |       | CDS   | Jacques Fouchier    |       | app. UDF  |
| 3e              | Albert Brochard  |       | CDS   | Albert Brochard     |       | UDF (CDS) |

## Résultats

### Résultats à l'échelle du département
| Parti          | Parti                              | Premier tour | Premier tour | Second tour | Second tour | Sièges |
| Parti          | Parti                              | Voix         | %            | Voix        | %           | Sièges |
| -------------- | ---------------------------------- | ------------ | ------------ | ----------- | ----------- | ------ |
|                | Union pour la démocratie française | 86 616       | 45,02        | 38 906      | 48,79       | 2      |
|                | Rassemblement pour la République   | 17 775       | 9,24         |             |             | 0      |
|                | Divers droite dont DC              | 637          | 0,33         | 0           |             |        |
|                | Majorité présidentielle            | 105 028      | 54,59        | 38 906      | 48,79       | 2      |
|                |                                    |              |              |             |             |        |
|                | Parti socialiste                   | 58 670       | 30,49        | 40 841      | 51,21       | 1      |
|                | Parti communiste français          | 17 831       | 9,27         |             |             | 0      |
|                | Union de la gauche                 | 76 501       | 39,76        | 40 841      | 51,21       | 1      |
|                |                                    |              |              |             |             |        |
|                | Lutte ouvrière                     | 6 330        | 3,29         |             |             | 0      |
|                | Divers écologiste                  | 1 513        | 0,79         | 0           |             |        |
|                | Parti socialiste unifié            | 1 288        | 0,67         | 0           |             |        |
|                | Parti des forces nouvelles         | 901          | 0,47         | 0           |             |        |
|                | Divers                             | 843          | 0,44         | 0           |             |        |
|                |                                    |              |              |             |             |        |
| Inscrits       | Inscrits                           | 233 475      | 100,00       | 95 021      | 100,00      | 3      |
| Abstentions    | Abstentions                        | 35 901       | 15,38        | 13 963      | 14,69       |        |
| Votants        | Votants                            | 197 574      | 84,62        | 81 058      | 85,31       |        |
| Blancs et nuls | Blancs et nuls                     | 5 170        | 2,62         | 1 311       | 1,62        |        |
| Exprimés       | Exprimés                           | 192 404      | 97,38        | 79 747      | 98,38       |        |

### Résultats par circonscription

#### Première circonscription (Niort)
| Candidat       | Candidat                    | Parti          | Premier tour | Premier tour | Second tour | Second tour |  |
| Candidat       | Candidat                    | Parti          | Voix         | %            | Voix        | %           |  |
| -------------- | --------------------------- | -------------- | ------------ | ------------ | ----------- | ----------- |  |
|                | René Gaillard sortant réélu | PS             | 28 036       | 36,52        | 40 841      | 51,21       |  |
|                | André Nicolas               | UDF (Rad)      | 21 991       | 28,65        | 38 906      | 48,79       |  |
|                | Bernard Martinat            | RPR            | 12 659       | 16,49        | Retrait     | Retrait     |  |
|                | Guy Vincent                 | PCF            | 8 838        | 11,51        |             |             |  |
|                | Nicole Poupinot             | LO             | 2 467        | 3,21         |             |             |  |
|                | Jacques Duhurt              | PSU (FA)       | 1 288        | 1,68         |             |             |  |
|                | Georgette Cluzel            | Divers         | 843          | 1,10         |             |             |  |
|                | Michèle Venture             | Divers droite  | 637          | 0,83         |             |             |  |
|                |                             |                |              |              |             |             |  |
| Inscrits       | Inscrits                    | Inscrits       | 95 022       | 100,00       | 95 021      | 100,00      |  |
| Abstentions    | Abstentions                 | Abstentions    | 16 380       | 17,24        | 13 963      | 14,69       |  |
| Votants        | Votants                     | Votants        | 78 642       | 82,76        | 81 058      | 85,31       |  |
| Blancs et nuls | Blancs et nuls              | Blancs et nuls | 1 883        | 2,39         | 1 311       | 1,62        |  |
| Exprimés       | Exprimés                    | Exprimés       | 76 759       | 97,61        | 79 747      | 98,38       |  |

#### Deuxième circonscription (Parthenay)
|                | Jacques Fouchier sortant réélu | app. UDF       | 35 811 | 59,39  |  |  |  |
|                | Pierre Beaufort                | PS             | 16 643 | 27,6   |  |  |  |
|                | Gisèle Frère                   | PCF            | 5 359  | 8,89   |  |  |  |
|                | Philippe Gervaiseau            | LO             | 2 482  | 4,12   |  |  |  |
|                |                                |                |        |        |  |  |  |
| Inscrits       | Inscrits                       | Inscrits       | 72 829 | 100,00 |  |  |  |
| Abstentions    | Abstentions                    | Abstentions    | 10 593 | 14,55  |  |  |  |
| Votants        | Votants                        | Votants        | 62 236 | 85,45  |  |  |  |
| Blancs et nuls | Blancs et nuls                 | Blancs et nuls | 1 941  | 3,12   |  |  |  |
| Exprimés       | Exprimés                       | Exprimés       | 60 295 | 96,88  |  |  |  |

#### Troisième circonscription (Thouars - Bressuire)
|                | Albert Brochard sortant réélu | UDF (CDS)         | 28 814 | 52,06  |  |  |  |
|                | Serge Moulin                  | PS                | 13 991 | 25,28  |  |  |  |
|                | Clément Laderrière            | RPR               | 5 116  | 9,24   |  |  |  |
|                | Jacques Éon                   | PCF               | 3 634  | 6,57   |  |  |  |
|                | Norbert Béalu                 | Divers écologiste | 1 513  | 2,73   |  |  |  |
|                | Jean-Jacques Pauleau          | LO                | 1 381  | 2,5    |  |  |  |
|                | Michel Clergerie              | PFN               | 901    | 1,63   |  |  |  |
|                |                               |                   |        |        |  |  |  |
| Inscrits       | Inscrits                      | Inscrits          | 65 624 | 100,00 |  |  |  |
| Abstentions    | Abstentions                   | Abstentions       | 8 928  | 13,6   |  |  |  |
| Votants        | Votants                       | Votants           | 56 696 | 86,4   |  |  |  |
| Blancs et nuls | Blancs et nuls                | Blancs et nuls    | 1 346  | 2,37   |  |  |  |
| Exprimés       | Exprimés                      | Exprimés          | 55 350 | 97,63  |  |  |  |